# John Rhea Barton
John Rhea Barton (abril de 1794 – 1 de janeiro de 1871) foi um cirurgião-ortopedista Americano lembrado por sua descrição da fratura que leva seu nome.

## Início
Barton nasceu em Lancaster, Pensilvânia, em abril de 1794. Ele era o filho de Elizabeth (nascida Rhea), Barton (1759-?) e William Barton (1754-1817), um advogado que criou o Grande Selo dos Estados Unidos. Entre seus irmãos o irmão mais velho foi o Dr. William Paul Crillon Barton, médico botânico, médico, professor, cirurgião naval e ilustrador botânico. Seu tio, Benjamin Smith Barton, foi um eminente médico botânico e vice-presidente da Sociedade Filosófica Americana.
Barton se formou a partir da Pennsylvania Hospital (Perelman School of Medicine), na Universidade da Pensilvânia em 1818 e começou a ensinar nessa instituição logo depois.

## Carreira
Ele tornou-se cirurgião na Almshouse Philadelphia, trabalhando para o dr. Philip Syng Physick, retornando para o Pennsylvania Hospital como cirurgião em 1823.
Ele dizia ser ambidestro, e não se movia uma vez posicionado para uma operação. Ele originou-se a osteotomia para anquilose de articulação, realizando uma osteotomia femoral entre o trocanter menor e maior; em 1826, ele realizou uma osteotomia do quadril em sete minutos.
Ele também é conhecido por bandagem de Barton, um tipo de bandagem para oferecer suporte à mandíbula e pelo fórceps curvo de Barton, um tipo de fórceps obstétrico.

## Vida pessoal
Barton foi casado com Ann Fries Frazer (1807-1837). Ana era filha de Robert Frazer, o Procurador do Distrito de Delaware County, e neta de Gn Persifor Frazer. Em Filadélfia, a Bartons residia na 512 Broad Street South. Juntos, eles foram os pais de:
- Alice Bell Barton (1833-1903), que se casou com Edward Shippen Disposto (1822-1906), neto de Thomas Willing, que foi Prefeito da Filadélfia e o primeiro presidente do Primeiro Banco dos Estados Unidos, e bisneto de Charles Willing, que também foi Prefeito da Filadélfia. Depois da morte de sua primeira esposa, Barton casou-se com a herdeira Susanna Ridgway Rotch,[2] a filha do comerciante Jacob Ridgway.[3]

Barton morreu em 1 de janeiro de 1871, na Filadélfia. Ele foi sepultado em Laurel Hill Cemetery, na mesma cidade.

### Descendentes
Por meio de sua filha Alice, ele foi o avô de John Rhea Barton Willing, que não se casou; Susan Ridgway Willing, que se casou com Francis Cooper Lawrance Jr.; e Ava Lowle Willing, que foi casada com John Jacob Astor IV (filho de William B. Astor, Jr. e Caroline Schermerhorn Astor) até 1910, e, posteriormente, com Thomas Lister, 4º Barão de Ribblesdale.

### Legado
Em 1877, sua viúva Susan Ridgley Barton patrocinou a primeira cátedra em cirurgia nos EUA em nome de seu finado marido.